# Eucalyptus sublucida
Eucalyptus sublucida är en myrtenväxtart som beskrevs av Lawrence Alexander Sidney Johnson och Kenneth D. Hill. Eucalyptus sublucida ingår i släktet Eucalyptus och familjen myrtenväxter. Inga underarter finns listade i Catalogue of Life.